# NBA 2023/24
NBA 2023/24 was het 78e seizoen van de NBA. Het reguliere seizoen begon op 24 oktober 2023 en eindigde op 18 juni 2024. De play-offs startten  op 20 april 2024. 

## Verloop
Het 78e seizoen van de NBA begon op 24 oktober 2023. Het was het debuutseizoen van het NBA In-Season Tournament of NBA Cup, een toernooi dat wordt gespeeld tijdens het reguliere seizoen. Tijdens het reguliere seizoen worden er twee wedstrijden gespeeld buiten de Verenigde Staten: een in Mexico-Stad en een in Parijs. Boston werd voor een 18e keer kampioen nadat ze de Dallas Mavericks versloegen in vijf wedstrijden in de finale. Hiermee werden ze alleen recordkampioen.

## Coachwissels
| Team                        | 2022/23                  | 2023/24                         |
| Voor het seizoen 2023/24    | Voor het seizoen 2023/24 | Voor het seizoen 2023/24        |
| --------------------------- | ------------------------ | ------------------------------- |
| Detroit Pistons             | Dwane Casey              | Monty Williams                  |
| Houston Rockets             | Stephen Silas            | Ime Udoka                       |
| Milwaukee Bucks             | Mike Budenholzer         | Adrian Griffin                  |
| Philadelphia 76ers          | Doc Rivers               | Nick Nurse                      |
| Phoenix Suns                | Monty Williams           | Frank Vogel                     |
| Toronto Raptors             | Nick Nurse               | Darko Rajaković                 |
| Tijdens het seizoen 2023/24 |                          |                                 |
| Brooklyn Nets               | Jacque Vaughn            | Kevin Ollie (interim)           |
| Milwaukee Bucks             | Adrian Griffin           | Joe Prunty (interim) Doc Rivers |
| Washington Wizards          | Wes Unseld Jr.           | Brian Keefe (interim)           |

## All Star Weekend
Het NBA All Star Game werd georganiseerd op 18 februari 2024 in Gainbridge Fieldhouse, Indianapolis.

## Playoffs
|  | Eerste ronde | Eerste ronde           | Eerste ronde           |   |                        | Conference Halve Finale | Conference Halve Finale | Conference Halve Finale |  |  | Conference Finale | Conference Finale | Conference Finale |   |  | NBA Finale | NBA Finale | NBA Finale |
|  |              |                        |                        |   |                        |                         |                         |                         |  |  |                   |                   |                   |   |  |            |            |            |
|  |              | Oklahoma City Thunder  | 4                      |   |                        |                         |                         |                         |  |  |                   |                   |                   |   |  |            |            |            |
|  |              | New Orleans Pelicans   | 0                      |   |                        |                         |                         |                         |  |  |                   |                   |                   |   |  |            |            |            |
|  |              | New Orleans Pelicans   | 0                      |   | Oklahoma City Thunder  | 2                       |                         |                         |  |  |                   |                   |                   |   |  |            |            |            |
|  |              |                        |                        |   | Oklahoma City Thunder  | 2                       |                         |                         |  |  |                   |                   |                   |   |  |            |            |            |
|  |              |                        | Dallas Mavericks       | 4 |                        |                         |                         |                         |  |  |                   |                   |                   |   |  |            |            |            |
|  |              | Los Angeles Clippers   | Dallas Mavericks       | 4 | 2                      |                         |                         |                         |  |  |                   |                   |                   |   |  |            |            |            |
|  |              |                        |                        |   | 2                      |                         |                         |                         |  |  |                   |                   |                   |   |  |            |            |            |
|  |              | Dallas Mavericks       | 4                      |   |                        |                         |                         |                         |  |  |                   |                   |                   |   |  |            |            |            |
|  |              |                        |                        |   |                        |                         | Dallas Mavericks        | 4                       |  |  |                   |                   |                   |   |  |            |            |            |
|  |              |                        |                        |   |                        |                         |                         |                         |  |  |                   |                   |                   |   |  |            |            |            |
|  |              |                        | Minnesota Timberwolves | 1 |                        |                         |                         |                         |  |  |                   |                   |                   |   |  |            |            |            |
|  |              | Minnesota Timberwolves | Minnesota Timberwolves | 1 | 4                      |                         |                         |                         |  |  |                   |                   |                   |   |  |            |            |            |
|  |              |                        |                        |   | 4                      |                         |                         |                         |  |  |                   |                   |                   |   |  |            |            |            |
|  |              | Phoenix Suns           | 0                      |   |                        |                         |                         |                         |  |  |                   |                   |                   |   |  |            |            |            |
|  |              | Phoenix Suns           | 0                      |   | Minnesota Timberwolves | 4                       |                         |                         |  |  |                   |                   |                   |   |  |            |            |            |
|  |              |                        |                        |   | Minnesota Timberwolves | 4                       |                         |                         |  |  |                   |                   |                   |   |  |            |            |            |
|  |              |                        | Denver Nuggets         | 3 |                        |                         |                         |                         |  |  |                   |                   |                   |   |  |            |            |            |
|  |              | Denver Nuggets         | Denver Nuggets         | 3 | 4                      |                         |                         |                         |  |  |                   |                   |                   |   |  |            |            |            |
|  |              |                        |                        |   | 4                      |                         |                         |                         |  |  |                   |                   |                   |   |  |            |            |            |
|  |              | Los Angeles Lakers     | 1                      |   |                        |                         |                         |                         |  |  |                   |                   |                   |   |  |            |            |            |
|  |              |                        |                        |   |                        |                         |                         |                         |  |  |                   |                   | Dallas Mavericks  | 1 |  |            |            |            |
|  |              |                        |                        |   |                        |                         |                         |                         |  |  |                   |                   |                   | 1 |  |            |            |            |
|  |              |                        | Boston Celtics         | 4 |                        |                         |                         |                         |  |  |                   |                   |                   |   |  |            |            |            |
|  |              | Boston Celtics         | Boston Celtics         | 4 | 4                      |                         |                         |                         |  |  |                   |                   |                   |   |  |            |            |            |
|  |              | Boston Celtics         |                        |   | 4                      |                         |                         |                         |  |  |                   |                   |                   |   |  |            |            |            |
|  |              | Miami Heat             | 1                      |   |                        |                         |                         |                         |  |  |                   |                   |                   |   |  |            |            |            |
|  |              | Miami Heat             | 1                      |   | Boston Celtics         | 4                       |                         |                         |  |  |                   |                   |                   |   |  |            |            |            |
|  |              |                        |                        |   | Boston Celtics         | 4                       |                         |                         |  |  |                   |                   |                   |   |  |            |            |            |
|  |              |                        | Cleveland Cavaliers    | 1 |                        |                         |                         |                         |  |  |                   |                   |                   |   |  |            |            |            |
|  |              | Cleveland Cavaliers    | Cleveland Cavaliers    | 1 | 4                      |                         |                         |                         |  |  |                   |                   |                   |   |  |            |            |            |
|  |              |                        |                        |   | 4                      |                         |                         |                         |  |  |                   |                   |                   |   |  |            |            |            |
|  |              | Orlando Magic          | 3                      |   |                        |                         |                         |                         |  |  |                   |                   |                   |   |  |            |            |            |
|  |              |                        |                        |   |                        |                         | Boston Celtics          | 4                       |  |  |                   |                   |                   |   |  |            |            |            |
|  |              |                        |                        |   |                        |                         |                         |                         |  |  |                   |                   |                   |   |  |            |            |            |
|  |              |                        | Indiana Pacers         | 0 |                        |                         |                         |                         |  |  |                   |                   |                   |   |  |            |            |            |
|  |              | Milwaukee Bucks        | Indiana Pacers         | 0 | 2                      |                         |                         |                         |  |  |                   |                   |                   |   |  |            |            |            |
|  |              | Milwaukee Bucks        |                        |   | 2                      |                         |                         |                         |  |  |                   |                   |                   |   |  |            |            |            |
|  |              | Indiana Pacers         | 4                      |   |                        |                         |                         |                         |  |  |                   |                   |                   |   |  |            |            |            |
|  |              | Indiana Pacers         | 4                      |   | Indiana Pacers         | 4                       |                         |                         |  |  |                   |                   |                   |   |  |            |            |            |
|  |              |                        |                        |   | Indiana Pacers         | 4                       |                         |                         |  |  |                   |                   |                   |   |  |            |            |            |
|  |              |                        | New York Knicks        | 3 |                        |                         |                         |                         |  |  |                   |                   |                   |   |  |            |            |            |
|  |              | New York Knicks        | New York Knicks        | 3 | 4                      |                         |                         |                         |  |  |                   |                   |                   |   |  |            |            |            |
|  |              | New York Knicks        |                        |   | 4                      |                         |                         |                         |  |  |                   |                   |                   |   |  |            |            |            |
|  |              | Philadelphia 76ers     | 2                      |   |                        |                         |                         |                         |  |  |                   |                   |                   |   |  |            |            |            |

## Prijzen

### Individuele Prijzen
- Most Valuable Player: 
  Nikola Jokić (Denver Nuggets)
- Finals Most Valuable Player: 
  Rudy Gobert (Minnesota Timberwolves)
- Rookie of the Year: 
 Victor Wembanyama (San Antonio Spurs)
- Defensive Player of the Year:
 Jaren Jackson Jr. (Memphis Grizzlies)
- NBA Sixth Man of the Year:
 Naz Reid (Minnesota Timberwolves)
- Most Improved Player:
 Tyrese Maxey (Philadelphia 76ers)
- NBA Coach of the Year: 
 Mark Daigneault (Oklahoma City Thunder)

- NBA Sportsmanship Award:
 Tyrese Maxey (Philadelphia 76ers)
- Twyman–Stokes Teammate of the Year Award:
 Mike Conley (Minnesota Timberwolves)
- NBA Hustle Award: 
 Alex Caruso (Chicago Bulls)
- NBA Clutch Player of the Year Award: 
  Stephen Curry (Golden State Warriors)
- NBA Community Assist Award:
- Kareem Abdul-Jabbar Social Justice Champion Award:
  Karl-Anthony Towns (Minnesota Timberwolves)
- J. Walter Kennedy Citizenship Award: 
  CJ McCollum (New Orleans Pelicans)

### All-NBA Teams
- All-NBA First Team:
  - Giannis Antetokounmpo, Milwaukee Bucks
  - Luka Dončić, Dallas Mavericks
  - Shai Gilgeous-Alexander, Oklahoma City Thunder
  - Nikola Jokić, Denver Nuggets
  - Jayson Tatum, Boston Celtics

- All-NBA Second Team:
  - Jalen Brunson, New York Knicks
  - Anthony Davis, Los Angeles Lakers
  - Kevin Durant, Phoenix Suns
  - Anthony Edwards, Minnesota Timberwolves
  - Kawhi Leonard, Los Angeles Clippers

- All-NBA Third Team:
  - Devin Booker, Phoenix Suns
  - Stephen Curry, Golden State Warriors
  - Tyrese Haliburton, Indiana Pacers
  - LeBron James, Los Angeles Lakers
  - Domantas Sabonis, Sacramento Kings

- NBA All-Defensive First Team:
  - Bam Adebayo, Miami Heat
  - Anthony Davis, Los Angeles Lakers
  - Rudy Gobert, Minnesota Timberwolves
  - Herb Jones, New Orleans Pelicans
  - Victor Wembanyama, San Antonio Spurs

- NBA All-Defensive Second Team:
  - Alex Caruso, Chicago Bulls
  - Jrue Holiday, Boston Celtics
  - Jaden McDaniels, Minnesota Timberwolves
  - Jalen Suggs, Orlando Magic
  - Derrick White, Boston Celtics

- NBA All-Rookie First Team:
  - Chet Holmgren, Oklahoma City Thunder
  - Jaime Jaquez Jr., Miami Heat
  - Brandon Miller, Charlotte Hornets
  - Brandin Podziemski, Golden State Warriors
  - Victor Wembanyama, San Antonio Spurs

- NBA All-Rookie Second Team:
  - Keyonte George, Utah Jazz
  - GG Jackson, Memphis Grizzlies
  - Dereck Lively II, Dallas Mavericks
  - Amen Thompson, Houston Rockets
  - Cason Wallace, Oklahoma City Thunder

1950 · 1951 · 1952 · 1953 · 1954 · 1955 · 1956 · 1957 · 1958 · 1959 · 
1960 · 1961 · 1962 · 1963 · 1964 · 1965 · 1966 · 1967 · 1968 · 1969 · 
1970 · 1971 · 1972 · 1973 · 1974 · 1975 · 1976 · 1977 · 1978 · 1979 · 
1980 · 1981 · 1982 · 1983 · 1984 · 1985 · 1986 · 1987 · 1988 · 1989 · 
1990 · 1991 · 1992 · 1993 · 1994 · 1995 · 1996 · 1997 · 1998 · 1999 · 
2000 · 2001 · 2002 · 2003 · 2004 · 2005 · 2006 · 2007 · 2008 · 2009 · 
2010 · 2011 · 2012 · 2013 · 2014 · 2015 · 2016 · 2017 · 2018 · 2019 · 
2020 · 2021 · 2022 · 2023 · 2024